# Siegfried Jenkner
Siegfried Jenkner (* 14. November 1930 in Frankfurt am Main; † 20. Juni 2018 in Hannover) war ein deutscher Politikwissenschaftler und emeritierter Professor der Universität Hannover. 1951 wurde er als DDR-Oppositioneller zu einer Haftstrafe im Gulag verurteilt.

## Leben
Nach seinem Abitur an der Leibnizschule in Leipzig begann Jenkner 1949 ein Studium an der Abteilung Kulturpolitik der Gesellschaftswissenschaftlichen Fakultät der Universität Leipzig. Dort schloss er sich der oppositionellen Belter-Gruppe an. Im Oktober 1950 wurde er zusammen mit den anderen Mitgliedern der Gruppe verhaftet und an die sowjetischen Militärbehörden übergeben. Im Januar 1951 fand sein Prozess vor dem sowjetischen Militärgericht in Dresden statt. Er wurde der antisowjetischen Agitation, illegaler Gruppenbildung und – wegen seiner Kontakte zum RIAS-Hochschulfunk – der politischen Spionage für schuldig befunden und zu zweimal 25 Jahren Zwangsarbeit verurteilt.
Seine Strafe verbüßte er in der Sowjetunion, zunächst im Arbeitslager Workuta und ab Frühjahr 1955 im Lager DubrawLag im mordwinischen Potma. Im Oktober 1955 wurde er amnestiert. Kurz nach seiner Rückkehr floh er in die Bundesrepublik Deutschland, wo er von 1956 bis 1960 an der Hochschule für Sozialwissenschaften in Wilhelmshaven-Rüstersiel und der Universität Kiel studierte. Ab 1965 war er an der Universität Göttingen als Assistent von Bruno Seidel tätig. 1969 wurde er dann auf den Lehrstuhl für Politikwissenschaft an der Pädagogischen Hochschule Niedersachsen (später Universität Hannover) berufen, wo er bis zu seiner Emeritierung 1996 tätig war.
Seit 1990 war Jenkner Mitarbeiter des European Forum for Freedom in Education, einer internationalen nichtstaatlichen Organisation zur pädagogischen Ost-West-Kooperation. Von 1994 bis 1997 war er Honorarprofessor der Universität Sankt Petersburg. Daneben war er Mitglied des deutschen Zweiges der russischen Häftlings- und Menschenrechtsorganisation Memorial.
Nach der Friedlichen Revolution in der DDR beantragte Jenkner seine Rehabilitierung. Diese erfolgte im Mai 1994. Im Juni 2007 wurde er zusammen mit den vier anderen noch lebenden Mitgliedern der Belter-Gruppe mit dem Bundesverdienstkreuz am Bande geehrt.

## Publikationen
- Auf dem Weg zu einer freiheitlichen Schulverfassung. Vergleichende Analyse in West- und Osteuropa. In: Didaktik im Zeichen der Ost-West-Annäherung. Zur Didaktik im Kontext (post-)moderner Pädagogik und Konzeptionen zur Humanisierung der Bildung (= Historisch-vergleichende Studien zum internationalen Bildungsdialog. Band 1). Hrsg. von Rudolf W. Keck. LIT Verlag, Münster 1999, ISBN 3-8258-4054-9, S. 257–265 (eingeschränkte Vorschau in der Google-Buchsuche).
- The Right to education and the freedom of education in European constitutions/Das Recht auf Bildung und die Freiheit der Erziehung in europäischen Verfassungen (= Schriftenreihe des European Forum for Freedom in Education. Band 7). Hrsg. vom European Forum for Freedom in Education. Info3-Verlag, Frankfurt am Main 1994, ISBN 3-924391-18-1.
- Erinnerungen politischer Häftlinge an den GULAG. Eine kommentierte Bibliographie (= Hannah-Arendt-Institut für Totalitarismusforschung (Hrsg.): Berichte und Studien. Nr. 41). Hrsg. vom Hannah-Arendt-Institut für Totalitarismusforschung e. V. an der Technischen Universität Dresden. Dresden 2003, ISBN 3-931648-45-1 (PDF; 382 kB) (zum Autor S. 53 [PDF-S. 55]).
  - Dass. Erw. und überarb. Neuausgabe 2005 für das Projekt von MEMORIAL Deutschland (memorial.de [PDF; 358 kB]).